# جیلیان فراری
جیلیان فراری (انگلیسی: Gillian Ferrari؛ زادهٔ ۲۳ ژوئن ۱۹۸۰) بازیکن هاکی روی یخ اهل کانادا است.